# Nymphaster leptodomus
Nymphaster leptodomus är en sjöstjärneart som beskrevs av Fisher 1913. Nymphaster leptodomus ingår i släktet Nymphaster och familjen ledsjöstjärnor.
Artens utbredningsområde är Filippinerna. Inga underarter finns listade i Catalogue of Life.